# Alstroemeria nivea
Alstroemeria nivea är en alströmeriaväxtart som beskrevs av Pierfelice Ravenna. Alstroemeria nivea ingår i släktet alströmerior, och familjen alströmeriaväxter. Inga underarter finns listade i Catalogue of Life.